# 炉山镇 (凯里市)
炉山镇，是中华人民共和国贵州省黔东南苗族侗族自治州凯里市下辖的一个乡镇级行政单位。沪昆铁路在该镇六个鸡村设有六个鸡站。

## 行政区划
炉山镇下辖以下地区：
炉山社区、清平社区、城关村、牌坊村、海星村、五里桥村、大土村、响水村、水沟村、上甫村、洛邦村、金银洞村、翁早村、甘坝村、后山村、六个鸡村、角冲村、尖坡村、新山村、洛棉村、关田村、白腊冲村、新堡村、平初村、大田村、良田村、新寨村、白腊村和伟勇村。

## 交通
- 沪昆铁路：六个鸡站